# Конаржевский, Юрий Анатольевич
Юрий Анатольевич Конаржевский (1925—2000) — советский учёный в области педагогики и организатор науки, доктор педагогических наук (1981), профессор (1991).

## Биография
Родился 20 августа 1925 года в городе Ленинграде.
С августа 1941 года, в период Великой Отечественной войны в возрасте шестнадцати лет, был направлен бойцом для службы в Комсомольский полк противовоздушной обороны города Ленинграда. С 1942 года вместе с семьёй был эвакуирован в Мордовскую АССР, в город Йошкар-Олу и начал работать токарем на оборонном заводе № 298 Народного комиссариата обороны СССР. С января 1943 года призван в ряды Рабоче-Крестьянской Красной армии и направлен в действующую армию на фронт.  Участник Великой Отечественной войны в составе 33-й стрелковой дивизии. С 1943 по 1944 годы проходил обучение в Рязанском пулемётном училище. С 1944 года вновь на фронтах Великой Отечественной войны в составе 291-й стрелковой дивизии — младший лейтенант, командир пулемётного взвода. Воевал на Ленинградском и 1-м Украинском фронтах, в 1945 году в боях у Южной Силезии получил тяжёлое ранение. С 1945 по 1946 годы служил в должности командира пулемётного взвода 35-й дивизии войск НКВД СССР. За участие в войне и проявленном при этом мужество и отвагу был награждён двумя орденами Отечественной войны 2-й степени и Орденом Красной Звезды.
С 1946 года после демобилизации из рядов Советской армии начал работать в должности заведующего хозяйством  Киевского строительно-монтажного управления, , с 1947 по 1949 годы — электромонтажник  Ленинградского проектно-монтажного управления. С 1949 по 1953 годы работал электромонтажником в Златоустовском тресте «Уралэлектромонтаж» Челябинской области.
С 1953 по 1958 годы обучался на историческом факультете Уральского государственного университета. С 1959 по 1961 годы работал заведующим учебной частью и директором Златоустовской школы рабочей молодёжи №3. С 1961 по 1962 годы — заведующий отделом культуры Златоустовского городского исполнительного комитета Совета народных депутатов. С 1962 по 1964 годы — директор Златоустовской школы-интерната №32 и заведующий Златоустовским городским отделом образования. С 1964 по 1966 годы — заведующий  отделом пропаганды и агитации Златоустовского городского комитета КПСС. С 1966 по 1974 годы — лектор Челябинского областного комитета КПСС и первый заместитель заведующего Челябинским областным отделом народного образования. 
С 1974 по 1979 годы на педагогической работе в Мордовском государственном педагогическом институте: старший преподаватель по кафедре педагогики и психологии, с 1975 по 1978 годы — проректор по научной работе. С 1979 по 1982 годы — доцент кафедры педагогики и психологии Челябинского государственного университета. С  1982 по 1991 годы — заведующий кафедрой научных основ управления школой  Челябинского политехнического института. С 1991 по 2000 годы — профессор кафедры педагогики начального образования Калининградского государственного университета и Балтийской государственной академии рыбопромыслового флота. 
В 1972 году защитил диссертацию на соискание учёной степени кандидата педагогических наук на тему: «Исследование вопросов совершенствования школьного инспектирования», в 1981 году — доктор педагогических наук на тему: «Педагогический анализ учебно-воспитательного процесса как фактор повышения эффективности управления общеобразовательной школой». В 1976 году присвоено учёное звание — доцент, в 1991 году присвоено учёное звание — профессор. Ю. А. Конаржевский автор более сто двадцати  научных работ, в том числе восьми монографий.
Скончался 7 ноября 2000 года в Калининграде.

## Награды
Основной источник:
- Два Ордена Отечественной войны II степени (24.09.1966[5], 06.04.1985[6])
- Орден Красной Звезды
- Медаль «За отвагу» (08.06.1967)
- Медаль «За победу над Германией в Великой Отечественной войне 1941—1945 гг.»
- Медаль «За оборону Ленинграда»

## Память
- 9 сентября 2012 года в городе Златоусте была открыта мемориальная доска Юрию Анатольевичу Конаржевскому[3]